# Referéndum de adhesión de Finlandia a la Unión Europea de 1994
El referéndum consultivo sobre la adhesión de Finlandia a la Unión Europea se celebró el 16 de octubre de 1994. El 56,9% de los votantes aprobó la propuesta, con una participación del 70,8%. Debido a que tiene su propia jurisdicción, se celebró un referéndum por separado en las Islas Åland un mes después, y también fue aprobado.

## Resultados
| Opción                                                                                          | Votos     | %     |
| ----------------------------------------------------------------------------------------------- | --------- | ----- |
| A favor                                                                                         | 1.620.726 | 56,89 |
| En contra                                                                                       | 1.228.261 | 43,11 |
| Votos Válidos                                                                                   | 2.848.987 | 99,55 |
| Votos inválidos/en blanco                                                                       | 12.854    | 0,45  |
| Total                                                                                           | 2.861.841 | 100   |
| Votantes registrados/participación                                                              | 4.042.607 | 70,79 |
| Fuente:Base de Datos de Elecciones Europeas Archivado el 6 de julio de 2019 en Wayback Machine. |           |       |

### Por provincia
| Región                                                                                           | A favor   | A favor | En contra | En contra | Inválidos/ en blanco | Total     | Registrados | Participación |
| Región                                                                                           | Votos     | %       | Votos     | %         | Inválidos/ en blanco | Total     | Registrados | Participación |
| ------------------------------------------------------------------------------------------------ | --------- | ------- | --------- | --------- | -------------------- | --------- | ----------- | ------------- |
| Carelia del Norte                                                                                | 42.919    | 47,99   | 46.516    | 52,01     | 374                  | 89.809    | 134.302     | 66,87         |
| Carelia del Sur                                                                                  | 49.722    | 63,62   | 28.432    | 36,38     | 330                  | 78.484    | 109.178     | 71,89         |
| Finlandia Central                                                                                | 66.813    | 47,56   | 73.663    | 52,44     | 586                  | 141.062   | 195.490     | 72,16         |
| Finlandia Propia                                                                                 | 140.209   | 56,62   | 107.422   | 43,38     | 1.170                | 248.801   | 330.644     | 75,25         |
| Islas Åland                                                                                      | 5.885     | 51,95   | 5.444     | 48,05     | 154                  | 11.483    | 18.752      | 61,24         |
| Kainuu                                                                                           | 18.016    | 35,55   | 32.663    | 64,45     | 201                  | 50.880    | 71.862      | 70,80         |
| Kymenlaakso                                                                                      | 72.173    | 66,23   | 36.807    | 33,77     | 459                  | 109.439   | 150.492     | 72,72         |
| Laponia                                                                                          | 51.117    | 47,42   | 56.675    | 52,28     | 413                  | 108.205   | 149.718     | 72,27         |
| Ostrobotnia                                                                                      | 50.318    | 50,76   | 48.817    | 49,24     | 568                  | 99.703    | 129.832     | 76,79         |
| Ostrobotnia Central                                                                              | 17.036    | 42,75   | 22.815    | 57,25     | 174                  | 40.025    | 52.361      | 76,44         |
| Ostrobotnia del Norte                                                                            | 82.658    | 46,02   | 96.961    | 53,98     | 832                  | 180.451   | 249.932     | 72,20         |
| Ostrobotnia del Sur                                                                              | 43.945    | 38,94   | 68.910    | 61,06     | 417                  | 113.272   | 150.585     | 75,22         |
| Päijänne Tavastia                                                                                | 68.596    | 61,94   | 42.147    | 38,06     | 478                  | 111.221   | 152.136     | 73,11         |
| Pirkanmaa                                                                                        | 134.719   | 54,77   | 111.248   | 45,23     | 1.213                | 247.180   | 330.297     | 74,84         |
| Satakunta                                                                                        | 70.541    | 50,48   | 69.192    | 49,52     | 667                  | 140.400   | 189.002     | 74,28         |
| Savonia del Norte                                                                                | 65.127    | 48,21   | 69.960    | 51,79     | 501                  | 135.588   | 197.171     | 68,77         |
| Savonia del Sur                                                                                  | 49.268    | 54,48   | 41.167    | 45,52     | 381                  | 90.816    | 133.861     | 67,84         |
| Tavastia Propia                                                                                  | 53.125    | 56,89   | 40.258    | 43,11     | 514                  | 93.897    | 126.245     | 74,38         |
| Uusimaa                                                                                          | 493.811   | 70,83   | 203.333   | 29,17     | 3.117                | 700.261   | 899.718     | 77,83         |
| Uusimaa Oriental                                                                                 | 30.760    | 63,46   | 17.708    | 36,54     | 240                  | 48.708    | 64.545      | 75,46         |
| Extranjero                                                                                       | 13.968    | 63,23   | 8.123     | 36,77     | 65                   | 22.156    | 206.484     | 10,73         |
| Total                                                                                            | 1.620.726 | 56,89   | 1.228.261 | 43,11     | 12.854               | 2.861.841 | 4.042.607   | 70,79         |
| Fuente: Base de Datos de Elecciones Europeas Archivado el 6 de julio de 2019 en Wayback Machine. |           |         |           |           |                      |           |             |               |